# Valle-d'Alesani
Valle-d'Alesani (korziško E Valle d'Alisgiani) je naselje in občina v francoskem departmaju Haute-Corse regije - otoka Korzika. Leta 1999 je naselje imelo 124 prebivalcev.

## Geografija
Kraj leži v severovzhodnem delu otoka Korzike znotraj naravnega regijskega parka Korzike, 66 km južno od središča Bastie.

## Uprava
Občina Valle-d'Alesani skupaj s sosednjimi občinami Campana, Carcheto-Brustico, Carpineto, Felce, Monacia-d'Orezza, Nocario, Novale, Ortale, Parata, Perelli, Piazzali, Piazzole, Piedicroce, Piedipartino, Pie-d'Orezza, Pietricaggio, Piobetta, Rapaggio, Stazzona, Tarrano, Valle-d'Orezza in Verdèse sestavlja kanton Orezza-Alesani s sedežem v Piedicroceju. Kanton je sestavni del okrožja Corte.
1. ↑  »Populations légales 2016«. Nacionalni inštitut za statistične in gospodarske raziskave. Pridobljeno 25. aprila 2019.